# Annie Wersching
Anne Wersching (28. března 1977 St. Louis – 29. ledna 2023 Los Angeles) byla americká herečka. Proslavila se svými televizními rolemi jako Renee Walkerová v seriálu 24 hodin, Julia Brasherová v seriálu Bosch, nebo Lily Salvatoreovou v seriálu Upíří deníky. Svůj hlas a vzhled propůjčila Tess ve videohře The Last of Us.

## Životopis
Narodila se 28. března 1977 v St. Louis ve státě Missouri. Navštěvovala Crossroads College Preparatory School v St. Louis, kterou dokončila v roce 1995. V mládí soutěžila v irském tanci a byla členkou taneční stepařské skupiny. V roce 1999 získala bakalářský titul na Millikinově univerzitě.
Poprvé si zahrála v seriálu Star Trek: Enterprise. V té době hrála spíše epizodní role.
Její první známější rolí byla agentka FBI Renee Walkerová v sedmé a osmé sérii seriálu 24 hodin. Dále hrála v seriálech Bosch, Upíří deníky, Castle na zabití nebo Kriminálka Las Vegas.
V prosinci 2012 byla představena jako dabérka postavy Tess ve videohře The Last of Us. Postavě rovněž propůjčila svůj vzhled.
V letech 2017 až 2019 hrála hlavní roli Leslie Deanové v originálním seriálu Runaways společnosti Hulu/Marvel. V letech 2019 až 2022 měla stálou roli Rosalindy Dyerové v seriálu Zelenáč.
V roce 2022 si zahrála královnu Borgů v druhé řadě seriálu Star Trek: Picard.

### Osobní život, nemoc a smrt
V září 2009 se v Los Angeles vdala za herce a komika Stephena Full. Měli spolu tři syny.
V polovině roku 2020 jí byla diagnostikována rakovina. Svou diagnózu veřejnosti tajila a nechala si ji pro sebe a pokračovala v herectví. Zemřela 29. ledna 2023 v Los Angeles v Kalifornii na adenoidně cystický karcinom. Bylo jí 45 let.

## Filmografie

### Filmy
- Božský Bruce (2003)

### Televize
- General Hospital (2007)
- 24 hodin (2009–2010)
- Bosch (2014–2021)
- Extant (2014)
- Upíří deníky (2015–2016)
- Timeless (2017–2018)
- Zelenáč (2019–2022)
- Star Trek: Picard (2022)

### Videohry
- The Last of Us (2013)
- Anthem (2019)